# Wynyard, Hartlepool
Wynyard är en civil parish i kommunen Borough of Hartlepool i grevskapet Durham i England. Civil parish är belägen 10 km från Hartlepool. Orten Wynyard Village ligger dels i denna civil parish, dels i Wynvard civil parish i Borough of Stockton-on-Tees. Civil parishen inrättades den 1 april 2022.